# Рун та Кганд
Рун (синд. Rhûn — Схід) та Кганд (синд. Khand) (значення топоніма невідоме) — у легендаріумі Дж. Р. Р. Толкіна землі, розташовані у східній частині Середзем'я, населені народами, що знаходились під владою Саурона та його слуг.

## Географія
Про ці країни у хроніках Середзем'я говориться дуже мало.
Землі Рун розташовані на схід від річок Карнен (Рудь) притоки Келдуїну (Бистриця), що впадає до великого озера Рун, котре також називають внутрішнім Рунним морем. За ранніми задумами Толкіна це був залишок великого внутрішнього моря Гелкар, що пересохло внаслідок змін рельєфу викликаних Війною Гніву. Згодом автор переглянув історію створення, написавши у «Людях Середзем'я», що Рунне озеро існувало також і в Першу епоху як окрема водойма.
Описуються як безкрайні степові рівнини (крім берега Рунного моря де росте ліс Таур Ромен) населені народами східнян або істерлінгів.
Кганд — країна на південь від Мордору, відділена від нього гірським пасмом Ефел-Дуат (Гори Тіні). Населена народом вар'ягів.

## Історія
На початку Другої епохи, після Війни Гніву, вцілілі східняни втекли від валарів, ельдарів та аданів у край розташований на схід від Рунного озера і оселились там. Коли у Мордорі оселився Саурон східняни та інші народи сходу і півдня Середзем' я визнали його володарем і богом. Він навчив цих людей багатьом ремеслам, зокрема, вмінню будувати великі кам'яні міста та кувати залізо для зброї. Однак, його влада трималася на страху і тиранії.
Відомо також що один з ватажків східнян Гамул отримав від Саурона перстень і згодом став найсильнішим і найжахливішим з назґулів після Короля-Чаклуна.
У час Війни Останнього Союзу східняни билися на боці Мордору, після поразки Саурона межі Ґондору розширилися до Рунного озера і східняни були у васальній залежності від Південного королівства. Також сильними супротивниками для східнян були народи півночі. Ґондорські королі та їх придворні полювали на диких биків і турів у степах Руну.
Втім загони з часів правління Намаркіла І східняни стали напададати на землі Ґондору. У 1248 році Третьої Епохи регент Ґондору Міналькар на чолі великого війська розбив східнян і зруйнував усі їхні табори та поселення на схід від Рунного моря. Після цього Міналькар прийняв корону та ім' я Ромендакіл ІІ.
У 1856 р. Т. Е. з землі Рун на Ґондор та Рованіон напав союз кочових племен відомих під назвою Люди Возів. На берегах Андуїну в битві з ними загинув король Намаркіл ІІ. Населення південного та східного Рованіону було частково перебите, а частково потрапило в рабство. Кордони Ґондору скоротились до Андуїну та Емін-Майл (можливо саме тоді до Мордору повернулись назґули). Калімехтар, син Намаркіла ІІ розбив східнян в битві при Даґорладі у 1899 р. Т. Е.
У 1944 р. візники уклали союз з вар'ягами з Кганду та правителями Ближнього Гараду (до того вони ворогували) і напали на Ґондор одночасно з півночі та півдня. У битві біля Мораннону загинули король Ондоґер та його сини Артамир та Фарамир і вороги прорвались в Ітіліен, але командувач Південного гарнізону Еарніл розбив армії Гараду та Кганду, і прорвавшись на північ раптово напав на кочовиків, коли вони бенкетували впевнені у своїй повній перемозі. Еарніл захопив табір, спалив вози, і змусив ворогів тікати. При втечі більшість візників загинули в Мертвих болотах.
У час правління Кіріона у 2480 — ті рр. Т. Е. в землі Рованіону з Руну прийшли нові кочовики — балкоти, що знаходились під впливом Дол-Ґулдуру. Нові племена східнян в союзі з орками з Імлистих гір вторглись у край Каленардон на півночі Ґондору, розоривши його та витіснивши місцеве населення. Становище Ґондору було тяжким, його війська потрапили в оточення. Але тут з півночі прийшли еотеоди на чолі з Еорлом, котрі розбили балкотів та орків і переслідували їх доти поки не винищили всіх. В нагороду за допомогу Кіріон віддав союзникам землі Каленардону, де відтоді розташувалось королівство Роганська Марка і перший король рогіримів Еорл Юний виголосив клятву бути вічним союзником Ґондору.
Відтоді рогіріми були найпершими захисниками Ґондору від східнян та інших противників. У бою зі східнянами загинув Еорл Юний і був похований у Першому кургані.
Під час Війни за Перстень навесні 3019 р. Т. Е. армія східнян вторглася в землі королівства Дейл. У битві з ними загинули королі Дейлу та Еребору Бранд та Даїн ІІ Залізний Чобіт. Нападники обложили Самотню Гору, де сховались ґноми та багато людей.
Водночас армада орків Мордору, гарадримів та кгандців обложила Мінас-Тіріт. Зокрема, люди Кханду будували переправи біля Осґіліата. 15 березня 3019 р. вони бились на полях Пеленнора і були відтіснені лицарями Дол-Амроту. У ході розгрому сауронових полчищ арміями Ґондору і Рогану вар'яги, вочевидь, також всі загинули.
Одночасно з перемогою на півдні гноми та люди Дейла розгромили східнян і з них вціліло небагато, що втекли назад у землі Рун.
Після падіння Саурона зі східнянами та вар'ягами було укладено мир. Однак протягом початку першого століття Четвертої Епохи король Ґондору Елессар та король Рогану Еомер здійснювали військові походи за Рунне озеро з метою розбиття решток сауронових прислужників.